# Lakemond
Lakemond is een buurtschap in de provincie Gelderland, deels in de gemeente Overbetuwe (tot 2001 gemeente Heteren), deels in de gemeente Neder-Betuwe (tot 2002 gemeente Kesteren). De buurtschap valt deels onder het dorp Randwijk en deels onder Opheusden. De Lake was een oude rivierarm, die van Hien aan de Waal naar Lakemond aan de Lek liep.
Aan de oostzijde van de buurtschap lag het kasteel Dooyenburg.
Dorpen: Dodewaard · Echteld · IJzendoorn · Kesteren · Ochten · Opheusden

Buurtschappen: Den Akker · Eldik · Hien · Hoogbroek · Lakemond (deels) · Lede en Oudewaard · Ooij · Pottum · Wely

Gelderland: Steden en dorpen in Gelderland      Nederland: Provincies · Gemeenten
Dorpen: Andelst · Driel · Elst · Hemmen · Herveld · Heteren · Oosterhout · Randwijk · Slijk-Ewijk · Valburg · Zetten

Buurtschappen en gehuchten: Aam · Bredelaar · Eimeren · Herveld-Noord · Herveld-Zuid · Homoet · Indoornik · Keulse Kamp · Lakemond (deels) · Leedjes · Lijnden · Loenen · Merm · Raayen · Reeth · Snodenhoek · Wolferen

Gelderland: Steden en dorpen in Gelderland      Nederland: Provincies · Gemeenten